# Esther 2 : Les Origines
Série Esther
Esther
(2009)
Pour plus de détails, voir Fiche technique et Distribution.
Esther 2 : Les Origines, ou L'Orpheline : Les Origines du mal au Québec (Orphan: First Kill), est un film d'horreur psychologique américain réalisé par William Brent Bell, sorti en 2022.
Le film suit Leena Klammer, femme atteinte de panhypopituitarisme, qui est internée dans un asile psychiatrique estonien. Après s’être évadée, elle décide d’usurper l’identité d’une petite fille riche disparue, Esther Albright. Après avoir infiltré la famille de Tricia et Allen Albright, « Esther » tente de commettre son premier meurtre.
Il s’agit d'une préquelle du film Esther de Jaume Collet-Serra, sorti en 2009.

## Synopsis
Leena Klammer souffre d'un dérèglement hormonal très rare qui lui donne une apparence enfantine, alors qu'elle a en réalité 31 ans, et se révèle être une patiente extrêmement violente. Cela n'est toutefois pas un secret au sein de l'Institut Saarne, asile estonien où elle séjourne depuis de nombreuses années. Après avoir fait semblant de faire des avances à un médecin, Leena le tue en lui frappant la tête contre le mur de sa chambre à plusieurs reprises, et lui vole son badge pour s'échapper. Lorsqu’au même moment, Anna Troyev, psychanalyste dans les arts, quitte l’établissement, Leena s’introduit dans sa voiture pour accéder au domicile de la psychanalyste. Après avoir assassiné cette dernière à coups de marteau, Leena fait des recherches et décide de se faire passer pour la fille disparue d'une famille, Esther Albright, dont la ressemblance avec celle-ci est troublante.
Tricia Albright vient chercher Leena, qui se fait alors passer pour sa fille Esther, à l'aéroport. Mais de retour à la maison familiale, seul le père de famille, Allen, semble ravi de retrouver sa fille. Tricia et son fils, Gunnar, ne voient pas d'un bon œil cette arrivée soudaine. De plus, Leena remarque que l'Inspecteur Donnan semble s'intéresser de trop près à elle, au risque que son secret ne soit découvert.
Lorsque le policier arrive à la conclusion que la fillette n'est pas la vraie Esther disparue grâce à de nombreux tests ADN, Leena tente de le tuer à coups de couteau, mais au même moment, Tricia, ayant découvert que sa « fille » s’était échappée, achève le policier gisant au sol puis pointe son arme à feu contre Leena. Elle révèle savoir depuis le début que Leena n'est pas sa vraie fille, pour la simple et bonne raison que c'est Gunnar qui a involontairement tué Esther. Tricia et Leena doivent donc faire équipe pour cacher leur secret respectif. Puisqu’Allen est la seule personne à croire que sa fille Esther est réellement présente dans la maison, la présumée famille devra jouer le jeu.
Mais très vite, Leena remarque que mère et fils la gardent pour avoir l'air d'une vraie famille, mais elle comprend rapidement qu'ils ont l'intention de se débarrasser d'elle à la première occasion. De plus, Tricia n'apprécie guère les tentatives de séduction de Leena sur Allen. Alors que la famille accompagne Allen à la gare pour une exposition à l’autre bout du pays, Leena tente alors de se débarrasser de Tricia et Gunnar en les poussant sur les rails d'une gare, mais est stoppée par un passant croyant à une chute involontaire de la petite fille. Afin d'éviter la vengeance de Tricia, Leena s'échappe de la gare mais la police finit par la rattraper et la ramène chez les Albright.
Tricia et son fils décident alors de se débarrasser de leur invitée indésirable une bonne fois pour toutes. Alors qu’Allen est absent, une poursuite mortelle s'ensuit dans la maison des Albright. Leena finit par tuer Gunnar en le poignardant à plusieurs reprises avec sa propre épée d'escrime. Furieuse et hors d’elle, Tricia poursuit l'usurpatrice et déclenche involontairement un incendie se propageant dans toute la maison. Toutes deux manquent de tomber du toit. Allen arrive mais n'a le temps de sauver qu'une seule personne. Il rattrape Esther et assiste à la chute mortelle de sa femme, dont le crâne éclate après l’atterrissage violent sur le sol goudronneux. Il découvre la supercherie lorsqu'il enlève involontairement les fausses dents d'Esther. Leena essaye toutefois de séduire sexuellement Allen mais, voyant qu'il ne veut pas d'elle, Leena le pousse du toit, le tuant. Elle a toutefois le temps de se remaquiller avant l'arrivée des pompiers.
Esther est maintenant seule. Un débat décide de la conduire à l'étranger, dans un orphelinat à bonne réputation où elle pourrait être adoptée, ce qui conduit aux évènements du premier film, avec la famille Coleman. Alors qu'elle entend la conversation entre les adultes responsables de l’orphelinat où Esther pourrait avoir la chance de trouver de nouveaux parents adoptifs, Esther sourit.

## Fiche technique
Sauf indication contraire, les informations mentionnées dans cette section peuvent être confirmées par la base de données cinématographiques IMDb,  présente dans la section « Liens externes ».
- Titre original : Orphan: First Kill
- Titre francophone : Esther 2 : Les Origines
- Titre québécois : L'Orpheline : Les Origines du mal[1]
- Réalisation : William Brent Bell
- Scénario : David Coggeshall, d'après les personnages créés par Alex Mace
- Musique : Brett Detar (en)
- Direction artistique : Andrea Kristof
- Décors : Matthew Davies
- Costumes : Kim H. Ngo
- Photographie : Karim Hussain
- Montage : Josh Ethier
- Production : Ethan Erwan, Alex Mace, Hal Sadoff et James Tomlinson
  - Production associée : Isabelle Fuhrman
  - Production déléguée : Kyle Irving, David Leslie Johnson-McGoldrick et Victor Moyers
  - Coproduction : Robert Bell et David Coggeshall
- Sociétés de production : Dark Castle Entertainment, Entertainment One et Eagle Vision
- Société de distribution : Paramount Players[2] (États-Unis), Metropolitan Filmexport (France)[3]
- Pays de production :  États-Unis
- Langue originale : anglais
- Format : couleur
- Genre : horreur psychologique
- Durée : 99 minutes
- Dates de sortie[4] :
  - Philippines : 27 juillet 2022 (première diffusion mondiale)[5]
  - France : 17 août 2022
  - États-Unis, Québec[1] : 19 août 2022 (sortie limitée, VAD et Paramount+)[6]
- Classification :
  - États-Unis : R-Restricted
  - France : interdit aux moins de 12 ans (violence, scènes de sexe) lors de sa sortie en salles

## Distribution
Sauf indication contraire, les informations mentionnées dans cette section peuvent être confirmées par la base de données cinématographiques IMDb,  présente dans la section « Liens externes ».
- Isabelle Fuhrman (VF : Émilie Rault ; VQ : Célia Gouin-Arsenault) : Leena Klammer / Esther Albright
- Julia Stiles (VFB : Sophie Landresse ; VQ : Camille Cyr-Desmarais) : Tricia Albright
- Rossif Sutherland (VFB : Jean-François Rossion ; VQ : lui-même) : Allen Albright
- Matthew Finlan (VFB : Pierre Le Bec ; VQ : Nicolas Bacon) : Gunnar Albright
- Hiro Kanagawa (VFB : Laurent Van Wetter) : l'inspecteur Donnan
- Samantha Walkes (VFB : Alice Moons ; VQ : Sarah Desjeunes) : Dr Segar
- David Lawrence Brown (VFB : Olivier Cuvellier ; VQ : Tristan Harvey) : Dr Novotny
- Lauren Cochrane : l'agent Leahy
- Gwendolyn Collins (VFB : Micheline Tziamalis) : Anna Troyev

Version française
- Studio de doublage : Dubbing Brothers
- Direction artistique : Déborah Perret, Géraldine Frippiat
- Adaptation : Emeline Bruley

Version québécoise
- Studio de doublage : Cinélume
- Direction artistique : Gabriel Lessard
- Adaptation : Sophie Servais

 Source et légende : version québécoise (VQ) sur Doublage.qc.ca

## Production

### Genèse et développement
En février 2020, on annonce que William Brent Bell réaliserait le film, intitulé Esther, à partir du scénario signé David Coggeshall, avec David Leslie Johnson-McGoldrick en tant que producteur délégué. En novembre, le nouveau titre du film est annoncé : Orphan: First Kill.

### Attribution des rôles
En novembre 2020, on apprend qu'Isabelle Fuhrman reprend son rôle d'Esther, ainsi que Julia Stiles et Rossif Sutherland font partie de la distribution,. Le superviseur d’effets visuels déclare avoir utilisé un ensemble de maquillage et de prises de vues en perspective forcée pour permettre à Isabelle Fuhrman de représenter à nouveau Esther. En décembre, sur Instagram, il est révélé que deux enfants acteurs sont engagés pour la doublure d'Isabelle Fuhrman.
En mai 2021, lors d'une interview, le réalisateur William Brent Bell raconte son espoir de faire revenir Isabelle Fuhrman dans le rôle de la jeune psychopathe et que, malgré ses 24 ans, les effets visuels numériques ont aidé aux spécialistes à la transformer en petite fille romantique : « ce sont toutes les techniques de la vieille école : la perspective forcée, les angles de caméra, où nous mettons la lumière », explique-t-il.

### Tournage
Le tournage a lieu à Winnipeg dans la province de Manitoba, à l'Ouest du Canada, en novembre 2020. Il s'achève le 11 décembre.

### Musique
La musique du film est composée par Brett Detar (en) qui retrouve le réalisateur William Brent Bell pour qui il a travaillé sur les films The Devil Inside (2012), Wer (en) (2014) et The Boy : La Malédiction de Brahms (2020).

## Accueil

### Sorties
En septembre 2021, on annonce que Paramount Players a acquis les droits de distribution du film aux États-Unis. Paramount Pictures sortira le film aux États-Unis, tandis que Metropolitan FilmExport le distribuera en France. On a cru  à un certain moment avoir une date de sortie, qu'est le 28 janvier 2022, mais ce choix a été jugé non officiel,.
Le 13 juillet 2022, une première bande-annonce est révélée avec l’annonce des dates de sorties pour le  17 août suivant, en France et le  19 août, aux États-Unis, avec une sortie limitée, diffusion en vidéo à la demande et Paramount+. Le 14 juillet de la même année, on apprend que la première diffusion mondiale du film se déroule le 27 juillet aux Philippines.

### Critique
Les sites Rotten Tomatoes et Metacritic donnent, respectivement, une note de 71% et de 52/100,. En France, le site Allociné donne une moyenne de 2,7/5, après avoir recensé trois critiques de presse.
En France, sans être follement emballée, la presse se montre plutôt positive à l'égard du préquel. Pour le site Ecran Large, l'un des défauts du film est que « contrairement à ce que le titre laisse entendre, Esther 2 : Les Origines ne raconte pas les origines ». Le site résume sa critique ainsi : « Malgré cette étrange idée de faire un prequel avec la même actrice treize ans plus tard, Esther 2 arrive à provoquer quelques frissons grâce à un renversement malin et le pari ambitieux de se placer du côté du tueur ».
Pour le quotidien Libération, ce « préquel sans brio, ce nouvel opus horrifique réserve tout de même quelques surprises ». Plus négatif, Télérama estime qu'« après une première moitié austère, Esther 2 vaut, à la rigueur, pour la seconde, tout en extravagance assumée ».

### Box-office
Le jour de sa sortie en France, le film se classe en troisième position du box-office des nouveautés avec 28 745 entrées pour 215 copies, derrière la comédie française Les Vieux Fourneaux 2 : Bons pour l'asile (36 093) et suivit par Là où chantent les écrevisses (23 142). Après une semaine, le film vend 140 678 entrées, pour une septième place au box-office. Il est suivi au classement par Nope (140 522), et devancé par Les Vieux Fourneaux 2 (148 172).
| Pays ou région    | Box-office      | Date d'arrêt du box-office | Nombre de semaines |
| ----------------- | --------------- | -------------------------- | ------------------ |
| États-Unis Canada | 5 413 227 $     | 22 septembre 2022          | 5                  |
| France            | 338 405 entrées | 18 octobre 2022            | 9                  |
| Total mondial     | 37 083 743 $    | -                          | -                  |